# Coiffe

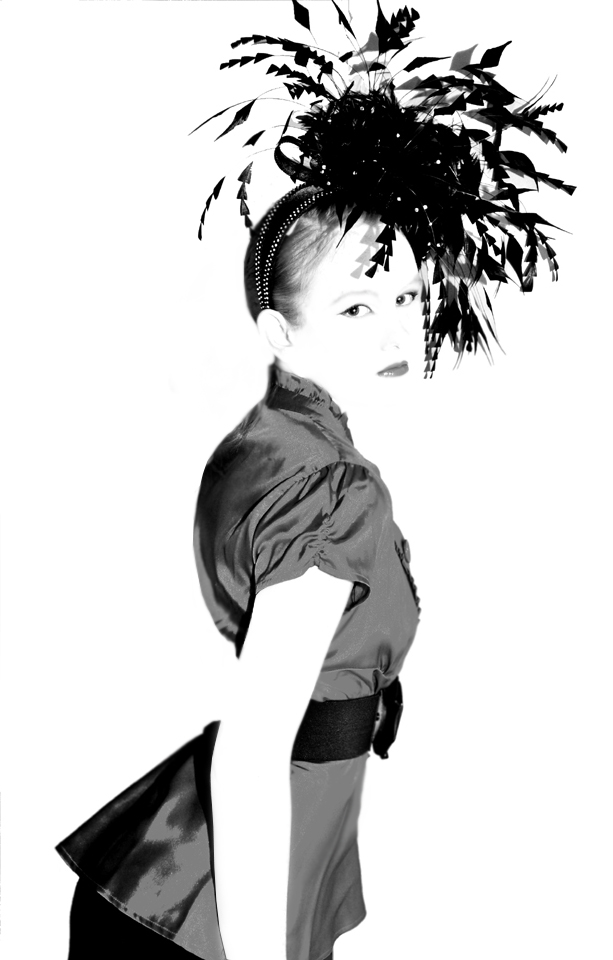

Coiffe (uttal [kwaf]), eller fascinator, är en hårdekoration som kan nyttjas istället för damhatt eller diadem, i samband med festklädsel.
En coiffe är en modern tappning av den medeltida huvudbonaden coif. Den kan ha en minihatt som botten, eller fästas i håret med till exempel kam. Dekorationen kan bestå av färgade band, flor, fjädrar, tygblommor med mera.